# Ahuehuetl
Ahuehuetl är en ort i Mexiko.   Den ligger i kommunen Huautla och delstaten Hidalgo, i den sydöstra delen av landet, 200 km norr om huvudstaden Mexico City. Ahuehuetl ligger 482 meter över havet och antalet invånare är 549.
Terrängen runt Ahuehuetl är huvudsakligen lite kuperad. Ahuehuetl ligger uppe på en höjd. Runt Ahuehuetl är det ganska tätbefolkat, med 96 invånare per kvadratkilometer. Närmaste större samhälle är Huejutla de Reyes, 17,3 km nordväst om Ahuehuetl. Omgivningarna runt Ahuehuetl är en mosaik av jordbruksmark och naturlig växtlighet.